# Winchester Super Short Magnum

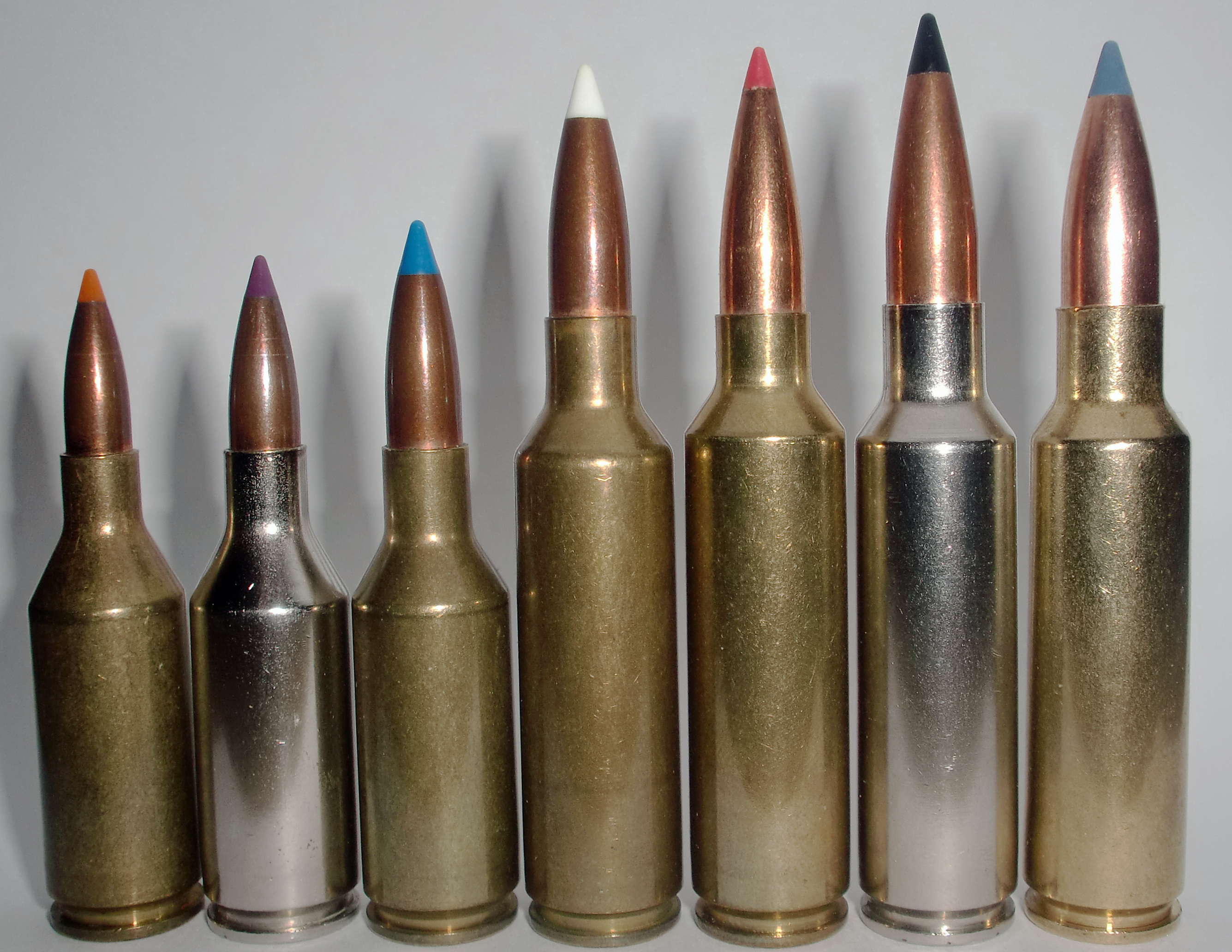
As famílias WSSM e WSM de cartuchos. Da esquerda para a direita: .223 WSSM, .243 WSSM, .25 WSSM, .270 WSM, 7 mm WSM, .300 WSM, .325 WSM.

Winchester Super Short Magnum ou WSSM, é uma linha de cartuchos de fogo central curtos do tipo magnum, com estojo de base rebatida  introduzidos pela U.S. Repeating Arms Company ("Winchester Inc").
Essa linha de cartuchos foi criada pela U.S. Repeating Arms Company como um um desenvolvimento do conceito Winchester Short Magnum utilizando estojos ainda mais curtos, balas menores, mas com velocidades maiores.
Essa melhor performance no entanto, impediu que eles conquistassem uma fatia razoável do mercado, pois existiam cartuchos populares com desempenho semelhante e também, como qualquer cartucho de alta velocidade, eles erodirem rapidamente o estriamento dos canos. Para ajudar a mitigar o problema, a Browning atualmente usa canos revestidos de cromo em todas as suas armas com câmara para .223 WSSM.

## A família
Esses são os cartuchos dessa família em ordem de desenvolvimento:
| Nome      | Ano  | Diâmetro de bala   | Notas                                                     |
| --------- | ---- | ------------------ | --------------------------------------------------------- |
| .223 WSSM | 2002 | .224 in. (5.69 mm) | performance similar ao .220 Swift                         |
| .243 WSSM | 2003 | .243 in. (6.17 mm) | performance similar ao 6mm Remington                      |
| .25 WSSM  | 2004 | .257 in. (6.53 mm) | performance similar ao .257 Roberts e ao .25-06 Remington |

Como qualquer novo cartucho lançado, os praticantes de recarga manual dedicados aos cartuchos wildcats, gostam de ver o que podem fazer para fabricar versões ainda mais potentes. Dois dos "filhos" ou ramificações mais notáveis desse cartucho são o .325 Corbin, que é essencialmente um WSSM de 8 mm, e o .22/40 SMc, que é essencialmente o .223 WSSM com um "ombro" elíptico.
Um cartucho pioneiro baseado no .25 WSSM, chamado de ".358 WSSM" ou ".358 BFG", tem desempenho semelhante ao .358 Winchester padrão e ao .35 Whelen.